# Kogschlag
Kogschlag ist eine Ortschaft und in der Schreibweise Koggschlag eine Katastralgemeinde der Marktgemeinde Langschlag im Bezirk Zwettl in Niederösterreich.

## Geschichte
Der Ort wird spätestens 1590 zum ersten Mal schriftlich erwähnt.
Im Eintrag der Josephinischen Fassion aus Jahre 1786/87 gab es im heutigen Ort 5 Häuser.
Im Jahr 1822 wurde der Ort als Dorf mit 5 Häusern genannt, das nach Langschlag eingepfarrt war, wohin auch die Kinder eingeschult wurden. Die Herrschaft Großpertholz besaß die Ortsobrigkeit und besorgte die Konskription. Die Landgerichtsbarkeit wurde von der Herrschaft Weitra ausgeübt. Die Untertanen und Grundholde des Ortes gehörten der Herrschaft Großpertholz.
Nach der Entstehung der Ortsgemeinden 1849 wurde der Ort eine Katastralgemeinde der Ortsgemeinde Langschlag.
Am 27. September 1883 wird der Ort durch Abspaltung von der Gemeinde Langschlag eine Katastralgemeinde der Gemeinde Stierberg.
Laut Adressbuch von Österreich waren im Jahr 1938 im Weiler Kogschlag mehrere Landwirte mit Direktvertrieb ansässig.
Im Zuge der Niederösterreichischen Kommunalstrukturverbesserung wurde der Ort durch die Auflösung der Gemeinde Stierberg am 1. Januar 1967 ein Teil der Gemeinde Langschlag.

## Siedlungsentwicklung
Zum Jahreswechsel 1979/1980 befanden sich in der Katastralgemeinde Koggschlag insgesamt 12 Bauflächen mit 4.773 m² und 5 Gärten auf 455 m², 1989/1990 gab es 12 Bauflächen. 1999/2000 war die Zahl der Bauflächen auf 37 angewachsen und 2009/2010 bestanden 21 Gebäude auf 34 Bauflächen.

## Bodennutzung
Die Katastralgemeinde ist landwirtschaftlich geprägt. 59 Hektar wurden zum Jahreswechsel 1979/1980 landwirtschaftlich genutzt und 31 Hektar waren forstwirtschaftlich geführte Waldflächen. 1999/2000 wurde auf 58 Hektar Landwirtschaft betrieben und 31 Hektar waren als forstwirtschaftlich genutzte Flächen ausgewiesen. Ende 2018 waren 56 Hektar als landwirtschaftliche Flächen genutzt und Forstwirtschaft wurde auf 31 Hektar betrieben. Die durchschnittliche Bodenklimazahl von Koggschlag beträgt 17,3 (Stand 2010).